# Ускромье
Ускромье (бел. Ву́скрам’е) — деревня в Докшицком районе Витебской области Беларуси. В составе Бегомльского сельсовета.

## История
В 1909 году в Бегомльской волости Борисовского уезда Минской губернии.

## Население
- 1909 год — 150 жителей, 33 двора[2].
- 2009 год — 32 жителя (перепись населения)[2].